# Qué bonito es Badalona
«Qué bonito es Badalona» és un cançó, així com un pasdoble, creada el 1978 per Joan Manuel Serrat i popularitzada el 1987 per Manolo Escobar.
La cançó va ser creada per Joan Manuel Serrat el 1978 per al seu àlbum 1978, i es tracta d'un pasdoble. Va ser enregistrada entre el 13 i 26 de febrer del mateix any. Vinculada amb la ciutat de Badalona, la lletra retrata la ciutat amb la seva gent i els seus espais, alguns recognoscibles com la platja, l'estació de tren o la Rambla. Hom hi ha vist un cert to irònic del que podia ser una ciutat de l'Àrea Metropolitana de Barcelona, que sembla que no va convèncer els polítics locals del moment. Serrat va afirmar el 1980 que, a diferència del que deia el seu pare –que feia molts anys que no hi anava– que Badalona encara una vila de pescadors, quan el cantant la va visitar va veure una imatge molt diferent: una ciutat industrial amb gent amuntegada.
De la cançó se'n van fer altres versions i va ser cantada per altres cantants, un d'ells va ser Julio Madrid, el mateix 1978. No obstant això, la cançó es va popularitzar el 1987 gràcies a Manolo Escobar, quan el cantant, vinculat a Badalona, va publicar-la en un disc de duets, on la cantava amb el mateix Serrat.
El 2019 el grup Ovidi4 va crear una versió anomenada «Que valenta ets Badalona» per a la campanya de Dolors Sabater i la seva coalició de Guanyem Badalona en Comú i Esquerra Republicana de Catalunya a les eleccions municipals, també com un homenatge a Manolo Escobar, on hi descriuen la ciutat com lluitadora i obrera i valorant la seva diversitat.